# Жидяев, Виктор Иванович
Ви́ктор Ива́нович Жи́дяев (13 апреля 1938, Улан-Удэ — 11 января 2015, там же) — российский художник, педагог, заслуженный работник культуры Республики Бурятия.

## Биография
Родился в городе Улан-Удэ. Его родители, будучи родом из Ульяновской области, приехали в Сибирь, спасаясь от голода в Поволжье, на строительство Верхнеудинского ПВРЗ. Отец — Иван Игоревич Жидяев, был краснодеревщиком. Мама — Анастасия Михайловна (в девичестве Телегина), работала санитаркой в больнице.
1954—1959 годы — Виктор Жидяев учился в Иркутском художественное училище. Его педагогами были В. Н. Лебедев (ученик Константина Коровина), А. П. Жибинов (ученик Павла Филонова) и С. И. Виноградов.
1959 год — будучи студентом, создал серию иллюстраций к книге А. М. Грачёва «Лесные шорохи».
1959—1963 годы — работал преподавателем художественно-графического отделения в Улан-Удэнском педагогическом училище № 1 (специальности: живопись, рисунок, композиция); параллельно работал художником в издательстве газеты «Буряад унэн».
1963—1964 годы были связаны с Улан-Удэнским телевидением, где Виктор Иванович работал художником. В этот период создал несколько мультипликационных фильмов.
1964—1970 годы — был заведующим постановочной частью в Народном театре в селе Петропавловка Джидинского района, куда был направлен Министерством культуры Бурятской АССР.
В 1970 году вновь вернулся к преподавательской деятельности. Работал преподавателем рисунка, живописи и композиции на художественно-графическом отделении Педагогического училища № 1 города Улан-Удэ. Учил студентов не только рисовать, но и мыслить, чувствовать искусство через классическую музыку и театр. Одним из первых знакомил своих студентов с современными течениями в искусстве ( сюрреализм, поп-арт, абстракционизм ,европейский авангард) , что было достаточно новаторски в тот период, а тем более в далекой Сибири. Его стиль и методы работы со студентами, которые чрезвычайно уважали Виктора Ивановича, не были приняты другими педагогами и художниками, так как в тот период почитался социалистический реализм, поэтому в 1982 году ему пришлось уйти из училища.
В 1971 году Жидяев основал художественную студию «Палитра».
1972—1973 годы — учился на факультете повышения квалификации при Орловском государственном университете.
В 1979 году по просьбе главного архитектора города П. Г. Зильбермана возглавил Общество самодеятельных художников от РНМЦ (Республиканский научно-методический центр), которое было создано энтузиастом и искусствоведом А. Чайковским. В этой студии занимались самобытные художники Лубсан Доржиев, Цырен-Намжил Очиров, Виктор Конечных. Интерересно , что работы Виктора Конечных вошли в итальянскую  Всемирную энциклопедию художников-примитивистов.
С 1982 по 1992 Виктор Жидяева  работал в Детской художественной школе города Улан-Удэ.
В 1982 году была создана Экспериментальная творческая студия «Экорше». В студии занимались такие художники, как Тимур Манжеев, Николай Дудко, Владимир Поспелов, Леонид Семёнов, Сергей Вершинин, Станислав Самбуев, Юрий Невский, Александр Ишигенов, Виктор Утенков, — сейчас это признанные художники, театральные художники, иконописцы православных и буддийских икон, дизайнеры, писатели.
Его студия «Экорше» проводила в годы «перестройки» выставки, во многом повторившие судьбу «бульдозерных» выставок московской «оттепели». Участники студии выставляли свои работы в стенах Молодёжного художественного театра Улан-Удэ. Главный режиссёр театра Анатолий Борисович Баскаков всегда был рад принять у себя молодых художников, ставил экспериментальные постановки, его театральные работы не раз подвергались критике, поэтому он как никто другой понимал, что молодым художникам нужна поддержка.
Сам Виктор Иванович Жидяев в течение всей жизни не находил признания среди официальных художников в советское и постсоветское время. Неоднократно представлял свои работы для вступления в Союз художников, но все его попытки были тщетны. Только в 1996 году ему было присвоено звание Заслуженного работника культуры Бурятии и появилась возможность выставлять свои работы.

## Выставки
- 1979 — Дипломант Всероссийской выставки произведений художников-преподавателей педагогических учебных заведений, г. Москва
- 1986 — Художественная выставка «Город трудится» ДК «Рассвет» г. Улан-Удэ
- 1988, 1986, 1994 — Выставка Экспериментальной творческой студии «Экорше» в Молодёжном художественном театре г. Улан-Удэ
- 1998 — Выставка, выставочный зал БУРЯТГРАЖДАНПРОЕКТ, г. Улан-Удэ
- 2011 — Международная выставка «Человек и город», Экспоцентр, г. Иркутск
- 2012 — Персональная выставка Виктора Жидяева «Иное измерение», Музей истории города, г. Улан-Удэ
- 2012 — Персональная выставка Виктора Жидяева, музей им. Рогаля, г. Иркутск[1][2]
- 2012 — Выставка Бурятское современное искусство, галерея Тушино, г. Москва
- 2013 — Региональная выставка «Сибирь-11», г. Омск
- 2013 — Персональная выставка Виктора Жидяева «Сибирский модерн», галерея Тушино г. Москва[3][4]
- 2013 — Выставка «Графические эксперименты», Центральный дом художника, г. Москва
- 2015 — Персональная выставка Виктора Жидяева «Виктор Жидяев. Искусство, рожденное на Байкале», Центральный дом художника, г. Москва
- 2015 — Персональная выставка «Виктор Жидяев. Искусство, рожденное на Байкале», «Фотоцентр» на Гоголевском бульваре, г. Москва[5]

## Факты
- В 2012 на Международной выставке «Человек и город» в Иркутске триптих «Музыка города. Денис Мацуев» был по достоинству оценен и приобретён Домом музыки Дениса Мацуева, г. Иркутск
- 2014 — автор серии иллюстраций к книге С. Ангарской «Просветлённые», издательство «Эксмо»[6]

## Награды и звания
- 1996 год — звание Заслуженного работника культуры Республики Бурятия
- 2014 год — диплом «Лучшие иллюстрации к произведениям художественной литературы» на Всероссийском конкурсе «Образ книги». Федеральное агентство по печати и массовым коммуникациям, г. Москва.[7]